# إتش غيلبرت ويلش
إتش غيلبرت ويلش (بالإنجليزية: H. Gilbert Welch)‏ هو مدرس أمريكي، ولد في 21 أبريل 1955.